# Lorenzo Fernández Muñoz
Lorenzo Fernández Muñoz (? - Sant Joan d'Alacant, 1891) fou un polític valencià. Durant el sexenni democràtic fou diputat provincial pels districtes de Pego (1871) i Dénia (1872), i diputat a Corts Espanyoles pel districte de Dénia a les eleccions generals espanyoles de 1871 i agost de 1872. Després de la restauració borbònica va formar part del Comitè Provincial d'Alacant d'Izquierda Dinástica, amb la que es va presentar novament a eleccions, però no fou escollit. El 1885 va ingressar al Partit Liberal Fusionista, que abandonà l'abril de 1890 per adherir-se al Manifest del Partit Democràtic Progressista.